# گوچین
گوچین ([kùtɕʰǐn] () Chinese) یک ساز موسیقی هفت سیم چینی است. از زمان‌های قدیم نواخته می‌شده است و به‌طور سنتی توسط دانشمندان و اهل ادب به عنوان ابزاری با ظرافت و تزکیه نفس، بسیار مورد علاقه بوده است، نقل قولی معروف در این باره می‌گوید که «آقا بدون دلیل موجه از قین یا سه خود جدا نمی‌شود» و همچنین با فیلسوف چینی باستان کنفوسیوس مرتبط است. گاهی چینی‌ها از آن به عنوان «پدر موسیقی چینی» یا «ساز حکیمان» یاد می‌کنند. همچنین گوچین را نباید با گوژنگ، که یکی دیگر از سازهای زهی بلند چینی، کاه سازی بدون پرده، اما با خرک‌های متحرک زیر هر سیم است، اشتباه گرفت.